# Renningen
Renningen – miasto w Niemczech, w kraju związkowym Badenia-Wirtembergia, w rejencji Stuttgart, w regionie Stuttgart, w powiecie Böblingen. Leży ok. 10 km na północ od Böblingen, przy drodze krajowej B295.

## Współpraca
Miejscowości partnerskie:
- Mennecy, Francja
- Saalburg-Ebersdorf, Turyngia